# Charles Galtier
Pour les articles homonymes, voir Galtier.
Charles Galtier, né le 15 janvier 1913 à Eygalières (Bouches-du-Rhône) et mort le 1er janvier 2004 à Saint-Rémy-de-Provence, est un écrivain d'expression provençale et française.

## Biographie
Son père était maréchal-ferrant à Eygalières.
D’abord enseignant, Charles Galtier a été chargé de mission par les Musées de France et le Musée des arts et traditions populaire en 1959, dans le cadre du centenaire de Mirèio, puis attaché de recherches au CNRS en 1960. Il fut également conservateur du musée Frédéric-Mistral de Maillane.
Il a obtenu le titre de docteur ès-lettres pour sa thèse intitulée Vallabrègues : un village de vanniers soutenue à l'université de Montpellier en février 1968 devant un jury composé de Charles Camproux (Président), Georges-Henri Rivière et Jean Servier (assesseurs).
Majoral du Félibrige en 1952 (Cigalo de Durènço), il a été le premier lauréat du prix Frédéric-Mistral en 1946 avec deux recueils de poèmes La dicho dóu caraco (« la chanson du bohémien ») et Dire ninoi pèr la ninèio (« Naïveté pour les enfants ») ainsi qu'un drame, Li quatre sèt (« Carré de sept »).
L’Académie française lui décerne le prix André-Barré 1970 pour S’il reste encore un pas.
Membre de l'Académie d'Arles, il est l’auteur de plus d’une centaine de récits, pièces de théâtre et nouvelles en provençal et de monographies de recherches sur la culture provençale.
Charles Galtier est cousin éloigné avec l’écrivain Jean-Pierre Chabrol.

## Œuvre poétique
- Lou creirès-ti ?…, le croirez-vous ?…, poème provençal, traduction française en regard, Marsyas, 1949.
- Le Trésor des jeux provençaux, Collection de Culture provençale, 1952
- Bucoliques baussenques, poèmes en prose, Les Livres de Louis Jou, 1954.
- Nous n'irons pas à Compostelle, Les Poètes de la Tour, 1963.
- Dins l'espèro dòu vent, dans l'attente du vent, poèmes provençaux, traduction française en regard, GEPEA, 1965.
- Et Caïn fut laboureur, Les poètes de la Tour, 1965.
- Sur le tronc d'un bouleau, poèmes, Les poètes de la Tour, 1965.
- Sèt saume de la sereneta, L'Astrado, 1970.
- La dicho dòu caraco, la chanson du bohémien, poèmes provençaux, traduction française en regard, illustrations de Raymond Feuillatte, L'Astrado, 1974.
- Le jeu de la Tarasque, fable musique, 1985.
- Tros, fragments, illustration de Justin Grégoire, L'Astrado, 1986.
- Lou brande di mestié, la ronde des Métiers, Ion Creanga, Bucarest, et Grandir, Orange, 1986.
- Un jour de mai, un jour de plus, fondation Louis Jou, 1988.
- Lis alo de l'aucèu, li racino de l'aubre, les ailes de l'oiseau, les racines de l'arbre, illustrations de Gérald Sorel, Les Cahiers de Garlaban, 1989.
- Premiero garbo, poèmes, frontispice de Rose Boiron, L'Astrado, 1991.
- Comptine de la pintade - Ah! qu'est-il donc arrivé - La chanson des grenouilles - Un et un font deux - Un oiseau sur un pommier, albums pour les enfants, gravures sur bois de Ana Chechile, Grandir, 1991.

## Théâtre, Radio et Télévision
- 1954 : Pastorale de Provence, en collaboration avec Claude Barma et Pierre Nivollet, émission dramatique télévisée.
- 1955 : Carré de sept, drame en 3 actes, Prix du Théâtre de la Société des Auteurs 1955. Comédie de Provence. Théâtre Hébertot. Studio des Champs-Elysées. Mise en scène de Georges Douking.
- 1956 : La croisière fantastisque, comédie radiophonique.
- 1958 : Une sainte femme, comédie en trois actes. Théâtre Français.
- 1959 : L'aubergo di tres trevant, comédie en 4 actes et Le dernier mot, drame radiophonique (Émission Carte blanche à...!).
- 1960 : La pastorale des deux aveugles.
- 1963 : La pastorale des deux vieux.
- 1964 : Présence de Mistral.
- 1965 : Farces et attrapes, Théâtre Français.

## Postérité
- La médiathèque municipale d'Eygalières porte son nom[4].

## Pour approfondir